# 宮部のぞみ
宮部 のぞみ（みやべ のぞみ、2003年〈平成15年〉5月22日 - ）は、日本の女性タレント、モデル、女優。
愛知県出身。パール所属。2019ミス・ティーン・ジャパン グランプリ。

## 略歴・人物
2019年には10代のミスコン『2019ミス・ティーン・ジャパン』でグランプリを受賞した。
8歳下の弟がいる。
特技はトランペットとピアノ。趣味はウクレレ。
スリーサイズはB77 W61 H85、足のサイズは23.5センチメートルである。
仮面ライダーシリーズは『仮面ライダードライブ』『仮面ライダーゴースト』『仮面ライダーエグゼイド』を観ていたという。『仮面ライダーガヴ』への出演が決まってからは『仮面ライダーガッチャード』を勉強のために観たという。

## 出演

### テレビドラマ
- 名古屋行き最終列車2019 第9話（2019年3月18日 - 、メ〜テレ） - 美紀 役
- 俺のスカート、どこ行った?（2019年4月20日 - 、日本テレビ） - 長浜むぎ 役
- 真夏の少年〜19452020（2020年7月31日 - 、テレビ朝日） - 岩城孝子 役[4]
- ひきこもり先生（2021年6月26日 - 、NHK）
- 君に届け（2023年10月11日 - 、テレビ東京） - 平野依里子 役
- となりのナースエイド（2024年2月21日 - 3月13日、日本テレビ） - 倉本茜 役
- 仮面ライダーガヴ（2024年9月1日 - 、テレビ朝日） - ヒロイン・甘根幸果 役[5][6][7][8]
- 放送局占拠（2025年7月12日 - 、日本テレビ） - 真鍋野々花 役[9][10]
- FOGDOG 第5話・第6話（2025年8月19日・26日〈予定〉、読売テレビ） - 小林狸子 役[11]

### ウェブドラマ
- 君に届け（2023年3月30日、Netflix） - 平野依里子 役
- 仮面ライダーマジェード withガールズリミックス（2025年5月11日、東映特撮ファンクラブ） - 甘根幸果 役[12]

### 映画
- 20歳のソウル（2022年5月27日 - 、日活） - ミナ 役[13][14][15]
- 変な家（2024年3月15日、東宝） - 綾乃（高校時代） 役
- 仮面ライダーガヴ お菓子の家の侵略者（2025年7月25日、東映） - ヒロイン・甘根幸果 役[16]

### オリジナルビデオ
- SWEET NIGHTMARE GAME ～おかしなゲーム大会～（2025年4月9日、東映ビデオ） - 甘根幸果 役[17]

### 玩具
- 仮面ライダーガヴ DXガヴフォン（2024年11月23日）
- 仮面ライダーガヴ DXおしゃべりゴチゾウセット05（2025年6月27日）
- 仮面ライダーガヴ DXガヴフォン ラキア&デンテEDITION（2025年12月）
- 仮面ライダーガヴ DXアメイジングミゴチゾウ&おしゃべりポッピングミゴチゾウ（ピーチ味）セット（2025年12月）

## 書籍

### デジタル写真集
- 新ヒロインにひと目惚れ（2024年9月17日、集英社）[18]

## ディスコグラフィ

### キャラクターソング
| 発売日        | 商品名                                      | 歌                     | 楽曲             | 備考                                       |
| ------------- | ------------------------------------------- | ---------------------- | ---------------- | ------------------------------------------ |
| 2025年1月28日 | 仮面ライダーガヴ キャラクターソングアルバム | 甘根幸果（宮部のぞみ） | 「Happy Parade」 | 特撮テレビドラマ『仮面ライダーガヴ』関連曲 |